# 韩进 (元朝)
韩进，彰德安阳县（今河南省安阳市）人，元朝政治人物。
韩进以才勇显名。进升为百户，从蒙古军攻南宋合州钓鱼城，攻打邓州、襄阳，有功。元世祖即位，从破李璮，赐号拔都，赏锦衣、宝鞍。至元十一年（1274年），枢府让他管襄樊归附新军。九月，从征东副帅洪茶丘伐日本，擢升为中卫千户，管北京等新签洪军。至元十五年（1278年），拜为忠显校尉、管军总把。擢升为武德将军，赐金符。再次伐日本，充行军都镇抚。大德三年（1299年），转任宣武将军。去世。